# Blackbeard's Ghost
Blackbeard's Ghost (El fantasma de Barbanegra en Hispanoamérica; Mi amigo el fantasma en España) es una película de comedia estadounidense de 1968 producida por Walt Disney Productions, protagonizada por Peter Ustinov, Dean Jones, Suzanne Pleshette y dirigida por Robert Stevenson.  Está basada en la novela homónima de Ben Stahl.

## Argumento
Steve Walker (Dean Jones) llega a una pequeña población de Maryland para ocupar el puesto de entrenador de atletismo en la Godolphin University. Allí conoce a las simpáticas ancianas dueñas de la Posada Barbanegra, llamada así en honor del famoso pirata Capitán Barbanegra, y regentada por sus lejanas descendientes, que están intentando para pagar su hipoteca para evitar que la posada caiga en manos del mafioso Silky Seymour (Joby Panadero), quien quiere construir un casino en la parcela. También se hace amigo de la profesora Jo Anne (Suzanne Pleshette), quién quiere ayudar a las ancianas a salvar la posada.
En una subasta benéfica Steve gana una calentadora antigua que perteneció a Aldetha Teach, bruja y mujer del famoso pirata. Dentro del trasto hay escondido un libro conjuros mágicos propiedad de Aldetha. Steve recita uno e involuntariamente invoca al fantasma de Barbanegra (Peter Ustinov), quien fue maldecido por su mujer a una existencia en el limbo hasta que haga una buena acción.
Steve y Blackbeard están atados uno a otro por el poder del conjuro y sólo Steve puede ver u oír al fantasma. Como ambos no se soportan, Steve recuerda al capitán que si él hace una buena acción, su maldición se acabará. Steve le pregunta por su tesoro para emplearlo en ayudar a ancianas, pero Blackbeard admite que se gastó todo el dinero. 
Steve se gana enemigos en la universidad y es informado de que si no gana la próxima competición será despedido. El problema es que el equipo de Steve es patético. Barbanegra roba uno de los pagos de la hipoteca del Mesón y lo apuesta al equipo de Steve con intención de usar sus poderes fantasmales y hacer que ganen en el estadio, cosa que consigue y además aterroriza a los mafiosos cuando estos intentan no pagar la apuesta. 
Con la hipoteca pagada, Barbanegra ha hecho su buena acción y es liberado de la maldición. Después Steve pide ayuda a las señoras y a Jo Anne para recitar el conjuro, Barbanegra se despide de ellos para unirse a su tripulación.

## Diferencias con la novela
En la novela original, en vez de un entrenador son dos chicos adolescentes los que encuentran el libro que trae al fantasma a Godolphin. Además, Peter Ustinov retrata al pirata mucho más encantador que en la novela.

## Reparto
- Peter Ustinov es Barbanegra.
- Dean Jones es Steve Walker.
- Suzanne Pleshette es Jo Anne Baker.
- Elsa Lanchester es Emily Stowecroft.
- Joby Baker es Silky Seymour.
- Elliott Reid es comentador televisivo.
- Richard Deacon es Roland Wheaton.
- Norman Grabowski es Virgil.
- Kelly Thordsen es policía en moto.
- Michael Conrad es Pinetop Purvis.
- Herbie Faye es crupier.
- George Murdock es agente de policía.
- Hank Jones es Gudger Larkin.
- Ned Glass es Teller.
- Gil Lamb es camarero.
- Alan Carney es barman.
- Ted Markland es Charles.
- Lou Nova es Leon.
- Charlie Brill es Edward.
- Herb Vigran es Danny Oly.
- William Fawcett es Mr. Ainsworth, empleado de banca.
- Betty Bronson es una anciana.
- Elsie Baker es una anciana.
- Kathryn Minner es una anciana.
- Sara Taft es una anciana.

## Recepción
La película recaudó $5 millones en América del Norte. Recibió revisiones positivas de críticos y audiencia, ganando un índice de aprobación en Tomates Podrido del 80%.

## Libro de cómic
- Dell Comics: Blackbeard Ghost (junio 1968)[2]